# 奈落 タルタロス
『奈落 タルタロス』（タルタロス）は、山岸凉子による日本の漫画作品。『月刊Asuka』（角川書店）1988年8月号掲載。白金髪（プラチナブロンド）にスカイ・ブルーの瞳を持つ姉、デルフィーヌとブルネットの髪に瞳は灰色の妹、エブリーヌ。人気女優の姉に成り代わろうと、自らは狂気に囚われ転落していく妹の、悲惨な行末をたどる物語。

## あらすじ
エブリーヌは自らを敗者としてこの世に生を享けたと認識し、二歳違いの姉を生まれながらの勝者と位置づけていた。
その理由は「二人目の子供は男の子をと切望」されたにもかかわらず、自分が女であったこと、姉が「けぶるような白金髪と透き通ったスカイ・ブルーの瞳」であり、母が「この子はあたしがこうであったらという望みをみな持って生まれた」と慈しまれたことに対して、「デルフィーヌは母のよくできた修整版であり　わたし　エブリーヌはただの複製版にすぎない」と自嘲的に考えていたからであった。
8歳のときに母が亡くなると、エブリーヌは、いつも母が自分の髪を切っていたハサミを裏庭のゴミ穴に捨て、姉のように髪をのばしはじめる。
長ずるにつれ、父に「サル真似のよう」となじられながらも、エブリーヌは姉の真似をやめられない。
姉が女優になると、そのあとを追うように自分も、父や周囲の反対にもかかわらず女優デビューをするが、それがかなったのも既に女優として成功している姉の後押しがあったからであった。
しかし、仕事はこないばかりか、才能ある姉との格の違いをまざまざと味わう。
女優としての訓練の足りなさや、姉との違いを父親に指摘された日の翌日、ハサミが暗い穴に音をたてて落ちていく夢で目覚めたエブリーヌは、父親が常用していた睡眠薬の飲みすぎで死亡したことを知る。再びハサミが音をたてて落ちていく夢を見た翌朝、今度は姉、デルフィーヌが乗った自動車が崖下に転落。姉の死後、髪を金髪に染め、ドレスの下はなにもつけずに自信たっぷりに、姉の恋人でもあったエージェントのマンションを訪れる。しかし「きみはデルフィーヌを失ったと同時に自分を失った」と彼に指摘され、拒絶される。だがエブリーヌにはその言葉の意味がわからず、警察や周囲の人間からの疑惑も認識できない。
以来、ハサミを捨てようと穴に近づくと、肝心のハサミがない、という夢をみるようになる。

## 備考
・カトリーヌ・ドヌーヴとフランソワーズ・ドルレアックの姉妹から着想を得ているとされる（モデルではない）。

## 書籍
奈落 タルタロス あすかコミックス 角川書店 1989年1月17日発行 ISBN 4-04-924082-3
- コスモス、死者の家、奈落 タルタロス、銀壺・金鎖、夜の虹 収録